# Stardom Entertainment
Stardom Entertainment (hangeul: 스타덤) (anciennement Brand New Stardom Entertainment) était un label discographique basé en Corée du Sud. Fondé par l'artiste sud-coréen Cho PD en 2009, l'agence a été renommée Stardom Entertainment lorsqu'elle s'est divisée en Stardom Entertainment et Brand New Music.
En juillet 2015, Hunus Entertainment l'a racheté.

## Histoire
L'agence a été établie à l'origine en 1998 par Cho PD pour distribuer ses propres albums après ses débuts. Le nom a changé en Future Flow après la sortie de son troisième album et le label a permis de faire découvrir et débuter des artistes tels que Ra. D et Dok2.
Future Flow a fermé à cause de discordes internes au label et a plus tard été intégré dans la fusion de Brand New Stardom. Les artistes de Brand New Music avaient l'habitude d'être rejoints avec Brand New Stardom jusqu'à ce que Rhymer se sépare de Brand New Stardom et emmène avec lui des artistes de Brand New Music. Le nom de l'agence a alors été changé pour Stardom Entertainment.
En février 2011, il a été annoncé que Cho PD allait dépenser 1,4 million de dollars USD pour créer un groupe hip-hop de sept membres sous son Creating Korea's Eminem Project. Le groupe, incluant le rappeur Zico, a débuté sous le nom de « Block B » le 15 avril 2011 alors que l'agence se nommait toujours Brand New Stardom.
Après la séparation avec Brand New Music, un girl group de cinq membres a été annoncé en mars 2012. Le groupe devait initialement débuter en avril grâce à une émission, mais leurs débuts ont été repoussés jusqu'à août 2012. Le groupe a gagné beaucoup d'intérêt de la part des fans coréens et internationaux avant de débuter. Le groupe a connu plusieurs changements de membres avant que la composition finale ne soit dévoilée. Le 10 août 2012, le groupe a débuté sous le nom d'EvoL.

## Anciens artistes
- A-Man
- BNR (actuellement sous Brand New Music)
- Bizniz (actuellement sous Brand New Music)
- Block B (actuellement sous Seven Seasons)
- Keeproots (actuellement sous Brand New Music)
- Miss $ (actuellement sous Brand New Music)
- Ra.D (actuellement sous LOEN Entertainment)
- Rhymer (actuellement sous Brand New Music en tant que fondateur-PDG)
- Skull (est allé chez Brand New Music, actuellement sous Quan Entertainment)
- Tae Hye-young
- Verbal Jint (actuellement sous Brand New Music)
- EvoL
- Im Yuri (ex-membre d'EvoL)
- Hayana (ex-membre d'EvoL)
- Kim Yeonju (ex-membre d'EvoL, membre actuelle d'Oh!Bliss)
- Kidoh (ex-membre de Topp Dogg)
- Gohn (ex-membre de Topp Dogg)
- Jung Seul-gi
- Topp Dogg
- Kim Junhee
- Kwon Sohee
- Song Minho (membre de Winner)